# Aphis jurineae
Aphis jurineae är en insektsart. Aphis jurineae ingår i släktet Aphis och familjen långrörsbladlöss. Inga underarter finns listade i Catalogue of Life.